# (37877) 1998 FX41
1998 FX41 (asteroide 37877) é um asteroide da cintura principal. Possui uma excentricidade de 0.09130490 e uma inclinação de 4.02097º.
Este asteroide foi descoberto no dia 20 de março de 1998 por LINEAR em Socorro.